# LimeSurvey
LimeSurvey (ранее PHPSurveyor) — приложение с открытым исходным кодом, написанное на PHP на основе базы данных MySQL, PostgreSQL или MsSQL. Распространяется под лицензией GNU General Public License. Программа позволяет пользователям разрабатывать и публиковать опросы в удобном режиме, который не требует специальных знаний в области программирования.

## Основные особенности
LimeSurvey является веб-приложением, которое пользователи могут установить на свой сервер. После установки пользователи могут управлять LimeSurvey с помощью веб-интерфейса. В вопросах и сообщениях пользователи могут использовать текст, отформатированный с помощью текстового редактора. Также в опрос могут быть интегрированы изображения и видеоролики. Дизайн приложения может быть изменён путём изменения шаблонов, которые в свою очередь изменяются в редакторе WYSIWYG HTML. Шаблоны могут быть легко импортированы и экспортированы с помощью редактора шаблонов. После завершения редактирования опроса, пользователь может активировать его и сделать доступным для просмотра респондентами. Вопросы могут быть добавлены или же удалены при помощи интерфейса редактора. LimeSurvey не имеет ограничений на количество создаваемых опросов, а также их участников. Помимо этого, LimeSurvey также не имеет ограничений на число вопросов для каждого исследования.
Вопросы разбиваются на группы, и каждая группа вопросов находится на отдельной странице. Опросы могут включать в себя различные типы вопросов, ответами на которые могут быть как ввод текста, цифровой ввод, выбор нужного варианта ответа, или же просто да/нет. Вопросы могут быть организованы в двумерный массив, одна ось которого будет содержать вопросы, а другая — ответы на них. Вопросы также могут зависеть от результатов других вопросов. К примеру, вопросы о работе могут быть заданы отвечающему только тогда, когда он ответил утвердительно на вопрос о наличии рабочего места.

## Функции
LimeSurvey также предлагает некоторые дополнительные функции. Среди них: обеспечение основных статистических и графических анализов результатов исследования. Опросы могут быть как общедоступными, так и только для отдельных участников. Участие может быть как анонимным, так и с отслеживанием IP-адресов участников опросов. Более подробный список функций можно найти на веб-странице LimeSurvey  Архивная копия от 27 марта 2015 на Wayback Machine.

## Хостинг
Многочисленные услуги веб-хостинга предлагают использование LimeSurvey либо в качестве пользовательской установки, либо через панель управления, таких как cPanel с Fantastico, Plesk и Virtualmin Professional. LimeSurvey также была портирована сторонними компаниями в различные системы управления, PostNuke, and XOOPS. Также существует порт для Joomla, однако несовместимый с версией Joolma 1.5.

Главный разработчик проекта, Карстен Шмитц также является владельцем LimeService — компании, которая за небольшую плату предоставляет хостинг для LimeServey. Это сервис похож на аналогичное веб-приложение SurveyMonkey, основное отличие лишь в том, что плата на LimeService зависит от людей, участвующих в опросе, а не от времени, в течение которого опрос был активен. LimeService предлагает до 25 бесплатных ответов в месяц, после чего они могут быть приобретены в одном из нескольких доступных пакетов.

## Международные особенности
LimeSurvey доступна на более чем 50 языках, из которых 22 имеют более 95 % полного перевода. Кодировка текста UTF-8. Первичные переводы включают в себя следующие языки: албанский, баскский, китайский, хорватский, датский, голландский, финский, французский, галисийский, немецкий, греческий, венгерский, иврит, итальянский, японский, португальский, русский, сербский, словенский, испанский, шведский. Имеются также много частичных переводов и на другие языки.

## Приложения
LimeSurvey имеет ряд приложений. Они позволяют пользователям создавать качественные исследования, предназначенные для сбора тех или иных данных. Программа может быть применена в маркетинговых исследованиях. Или же подходит, как способ провести психологическое тестирование. Из более творческих направлений в исследований — тесты в авто-школах, бланки заказов для свободной продукции.
LimeSurvey используется в таких известных организациях, как Австрийское правительство государства Форарльберг (Austrian Vorarlberg State Government), Ars Electronica, некоторыми разработчиками открытого программного обеспечения (OpenOffice.org, Ubuntu, GNOME). LimeSurvey используется в огромном количестве учреждений образования по всему миру.

## История
LimeSurvey был зарегистрирован как SourceForge.net проект под названием PHPSurveyor 20 февраля 2003 года. Изначально он был написан австралийским разработчиком программного обеспечения Джейсоном Клилендом. Первая версия 0.93 вышла 5 марта 2003 года. Вскоре после разработки таких функций, как ветвление, маркер контроля шаблонов, у проекта появилась довольно большая аудитория пользователей.
В 2004 году, во время президентских выборов в США, PHPSurveyor использовалась для сбора данных о нарушениях в ходе голосования. С её помощью было выявлено более 13500 случаев уже в первые 10 часов выборов, и программа была выбрана в качестве электронной системы отчетов о нарушениях.
В начале 2006 года руководство проектом было отдано Карстену Шмитцу, немецкому IT-менеджеру проекта. 17 мая проект был переименован в LimeSurvey, для того чтобы сделать лицензирование проекта более легким, не включая PHP в название.
В конце 2008 года руководителем проекта Карстеном Шмитцем был создан хостинг проекта, где за опросы требовалась небольшая плата.
На момент 4 июня 2008 года LimeSurvey имела довольно высокий рейтинг среди более чем 100 тысяч компаний(99 место). Программа была скачана более 200 тысяч раз и оценки её развитию были следующие: «5 — производительность/стабильность, 6 — значительно развитая.» В 2009 году LimeSurvey приняла участие в проекте Google Summer of Code, которая проводилась с целью привлечения студентов старше 18 лет к работе над проектами с открытым исходным кодом. В 2010 году программа снова стала участником этого проекта, где студентами для неё была разработана база данных Storage Engine(для LimeSurvey 2.0). В ноябре 2010 года программа стала участником аналогичного проекта Google Code-in, где, теперь уже школьникам предлагалось внести свой вклад в развитие проекта. Задачи варьировались от улучшения странички LimeSurvey в Википедии до улучшения пользовательского интерфейса. На момент 2010 года программа имеет около 2944 загрузки в неделю на SourceForge.

### Версия 2.0
Код для LimeSurvey 2.0 был полностью переписан с нуля с использованием MVC (Model-View-Controller) и PHP framework Yii. Структурные изменения кода в новой версии также будут иметь гораздо более доступный GUI с совершенно новым дизайном, используя технологию AJAX — основными принципами которой является доступность и модульность, что отсутствует в настоящее время в версии 1.х. Последняя версия на данный момент — 2.50+.

## Награды
В декабре 2007 года LimeSurvey заняла первое место в категории «Бизнес-менеджмент»(Enterprise Management) на Les Trophées du Libre. На конкурсе были представлены инновационные и перспективные проекты с открытым исходным кодом.
В 2008 году LimeSurvey была номинирована в категории «Лучший бизнес-проект» в SourceForge.net Community Choice Awards 2008.

## Полезные ссылки
- LimeSurvey — official site
- SourceForge.net project site
- Vulnerability Report from Secunia
- Article in The Age News Article in Australian Daily Newspaper The Age on PHPSurveyor use
- PHPSurveyor: an appreciation — ZDNet blog article
- Web Survey Methodology article
- Simple polling with LimeSurvey — Linux.com article on June 5, 2007